# Чкадуа, Бего Пахвалович
Бего Пахвалович Чкадуа (1913 год, село Рухи, Зугдидский уезд, Кутаисская губерния, Российская империя — неизвестно, село Рухи, Зугдидский район, Грузинская ССР) — звеньевой колхоза имени Берия Рухского сельсовета Зугдидского района, Грузинская ССР. Герой Социалистического Труда (1948).

## Биография
Родился в 1913 году в крестьянской семье в селе Рухи Зугдидского уезда. Получил начальное образование. С раннего возраста трудился в сельском хозяйстве. Во время коллективизации вступил в колхоз имени Берия (с 1953 года — колхоз села Рухи, в последующем — колхоз «Сакартвело») Зугдидского района, председателем которого в довоенные годы был Григорий Схулухия. В послевоенные годы возглавлял полеводческое звено.
В 1947 году звено под его руководством собрало в среднем с каждого гектара по 70,83 центнера кукурузы на участке площадью 3 гектара. Указом Президиума Верховного Совета СССР от 21 февраля 1948 года удостоен звания Героя Социалистического Труда за «получение высоких урожаев кукурузы и пшеницы в 1947 году» с вручением ордена Ленина и золотой медали «Серп и Молот» (№ 815).
В следующем году возглавлял звено чаеводов, в котором трудились колхозницы Шура Самсоновна Бахтадзе, Дапино Ерастовна Нанава и Аделина Малхазовна Парцвания, удостоенные за выдающиеся трудовые достижения по итогам работы в 1948 году почётного звания Героя Социалистического Труда.
После выхода на пенсию проживал в родном селе Рухи. С 1969 года — персональный пенсионер союзного значения. Дата смерти не установлена.